# Cyprinodon fontinalis
Cyprinodon fontinalis là một loài cá trong họ Cyprinodontidae. Nó là loài đặc hữu México.